# أرخميدس الزائف
أرخميدس الزائف هو اسم حديث يُطلق على المؤلفين المجهولين الذين كتبوا نصوصًا باسم "أرخميدس" كما ورد في مصادر مختلفة من العصر الذهبي الإسلامي مثل الجزري لبناء الساعات المائية. لا يُعرف أن أرخميدس نفسه قد كتب مثل هذه المخطوطات التي اطَّلع عليها المسلمون، ولا تشير المصادر التاريخية أنه فعل.
ضاعت كل المخطوطات التي كُتبَت باسم أرخمديس الزائف تقريبًا عدا واحدة؛ ولعل هذه الأعمال ذات أصل إسلامي أو ربما تأثَّرَت بالأعمال الإغريقية أو ربما من مخطوطات مجهولة اليوم.
المخطوطة الوحيدة الباقية من كتاب أرخميدس الزائف، هي كتاب المأخوذات، وهي أطروحة عربية غير مدرجة ضمن أعمال أرخميدس. يرى دونالد روتليدج هيل أن المخطوطة الأصلية ربما كانت يونانية، ولكن معظم المخطوطة كتبها مؤلفون عرب لاحقون. يعتقد الباحث أ. ج. دراخمان [الإنجليزية] أن المخطوطة تم تجميعها من ترجمات عربية لمصادر يونانية مختلفة، بما في ذلك أعمال هيرو الإسكندري ، وكتسيبيوس ، وفيلون [الإنجليزية]؛ وأضاف عليها العرب ونسبوها إلى أرخمديس الزائف.  أشار إلى هذه المخطوطة المهندسان العربيان رضوان والجزري. 